# Maliszka
Maliszka – wieś w Armenii, w prowincji Wajoc Dzor. W 2011 roku liczyła 4460 mieszkańców.